# Tobias Löffler
Tobias Löffler (geboren 1967 in Stuttgart) ist ein deutscher Lichtdesigner, der überwiegend in Deutschland, Österreich, der Schweiz und Frankreich arbeitet.

## Leben
Löffler arbeitet seit 1988 in der Bühnenbeleuchtung für Schauspielinszenierungen. Zunächst war er an den Münchner Kammerspielen fest engagiert, später am Bayerischen Staatsschauspiel, dem Münchner Residenztheater. In diesen Jahren arbeitete Löffler mit einer Reihe namhafter bzw. aufstrebender Regisseure, wie mit Calixto Bieito, David Bösch, Dieter Dorn, Barbara Frey, Jens-Daniel Herzog, Martin Kušej, Thomas Langhoff und Tina Lanik, Michael Thalheimer sowie mit dem Ausstattern Olaf Altmann, Aleksandar Denić, Magdalena Gut, Rebecca Ringst, Jürgen Rose und Martin Zehetgruber.
Im Jahr 2000 debütierte er bei den Salzburger Festspielen und gestaltete dort das Licht für Wolfgang Rihms Kammeroper Jakob Lenz, inszeniert von Herbert Kapplmüller und Lisa Stumpfögger. Nach Salzburg kehrte er, sowohl für Opern als auch für Sprechstücke, regelmäßig zurück: 2003 für die Uraufführung von Henzes L'Upupa und der Triumph der Sohnesliebe (Regie: Dieter Dorn), 2005 für Horváths Geschichten aus dem Wiener Wald (Regie: Barbara Frey), 2010 für Glucks Orfeo ed Euridice und 2016 für Becketts Endspiel (beide ebenfalls von Dieter Dorn in Szene gesetzt). Seit 2003 ist Löffler regelmäßig auch im Musiktheater tätig, unter anderem an der Bayerischen Staatsoper in München, am Grand Théâtre de Genève, an der Opéra de Lyon und an der Opéra National de Paris sowie am Teatro Real in Madrid.
2014 zeichnete er für das Lichtdesign von Kušejs Faust-Interpretation am Münchner Residenztheater verantwortlich.